# La Pointe
La Pointe – miasto w Stanach Zjednoczonych, w stanie Wisconsin, w hrabstwie Ashland.